# Kotaro Sakurai
Kotaro Sakurai (Japans: 桜井孝太郎, Sakurai Kōtarō) (Tokio, 29 juni 1994) is een Japans autocoureur.

## Carrière
Sakurai begon zijn autosportcarrière in het formuleracing in 2010 in de Formule BMW Pacific voor het team Eurasia Motorsport. Hij eindigde viermaal op het podium en beëindigde het seizoen op de achtste plaats. In 2011 begon hij het jaar in de Toyota Racing Series voor het team M2 Competition. Met een zevende plaats als beste resultaat eindigde hij als veertiende in het kampioenschap. Aansluitend startte hij voor het team Hitech Racing in het Britse Formule 3-kampioenschap. Hij nam deel aan het rookiekampioenschap en won deze met 15 overwinningen in 30 races. Bij 12 races was hij de enige deelnemer in dit kampioenschap. Daarnaast nam hij ook deel aan een raceweekend van de European F3 Open.
In 2012 neemt Sakurai deel aan de GP3 Series voor het team Status Grand Prix. Voor de start van het seizoen nam hij ook al deel aan testritten van de GP3.